# Alexandru Mocanu (politician)
Alexandru Mocanu (n. 1 decembrie 1950, orașul Breaza, județul Prahova) este un parlamentar român. Deși nu a candidat și a fost ales ca deputat de Teleorman în niciuna din legislaturile 2000-2004 și 2004-2008, pe listele PD, respectiv ale Alianței DA, a devenit de fiecare dată deputat în urma demisiilor lui Adriean Videanu. Alexandru Mocanu a fost ales ca senator din partea PD-L în legislatura 2008-2012.
Conform biografiei sale oficiale, Alexandru Mocanu a fost membru PCR în perioada 1977-1989. 
În cadrul activității sale parlamentare, în legislatura 2004-2008, Alexandru Mocanu a fost membru în grupurile parlamentare de prietenie cu Regatul Suediei, Republica Franceză-Adunarea Națională și Regatul Maroc. În legislatura 2008-2012, Alexandru Mocanu a fost membru în grupurile parlamentare de prietenie cu Republica Africa de Sud, Republica Malta, Republica Federativă a Braziliei și Republica Coreea. 